# 埼玉県道136号鴻巣停車場線
埼玉県道136号鴻巣停車場線（さいたまけんどう136ごう こうのすていしゃじょうせん）は、埼玉県鴻巣市の鴻巣停車場（鴻巣駅東口）から、国道17号に至る県道である。

## 起点・終点・実延長
- 起点：埼玉県鴻巣市（鴻巣停車場）
- 終点：埼玉県鴻巣市（国道17号鴻巣警察署前交差点）
- 実延長：806m

## 概要
鴻巣駅の東口から国道17号に至る、駅前通りである。国道17号を横切りそのまま直進すると、埼玉県警運転免許センターがある。

## 通過する市町村
- 埼玉県
  - 鴻巣市

## 交差する道路
| 交差する道路                    | 交差点名     | 所在地 | 最高速度 (km/h) |
| ------------------------------- | ------------ | ------ | --------------- |
| 埼玉県道164号鴻巣桶川さいたま線 | 鴻巣駅入口   | 鴻巣市 | 40              |
| 国道17号                        | 鴻巣警察署前 | 鴻巣市 | 40              |

## 沿道・近隣の主な施設
- 鴻巣駅
  - エルミこうのす
- 鴻巣中央図書館
- 法要寺
- 鴻巣警察署

## 別名
- けやき通り（鴻巣市）